# Dungannon Swifts Football Club
El Dungannon Swifts Football Club es un club de fútbol de Irlanda del Norte, con sede en Dungannon, Condado de Tyrone. Fue fundado en 1949, y compite en la NIFL Premiership, máxima categoría del fútbol norirlandés.

## Historia
Fue fundado en 1949 en la ciudad de Dungannon por un comité conformado por  Thomas Neill, Jimmy Sands, Maurice Graham, Alfred Burnett, Albert Kelly, George Richards, Albert Watt, Joe Meldrum, Jack Fowler, John Martin y Ben Clarke. Es un equipo que se distingue por colocar jugadores jóvenes en los partidos, mostrando lo bien que trabajan en la formación de los mismos.

## Entrenadores
- John McAree (2001-06)
- Harry Fay (2006-08)
- John Cunningham (2008-09)
- Dixie Robinson (2009-11)
- Rodney McAree (2011-12)
- Darren Murphy (2012-15)
- Rodney McAree (2015-18)
- Kris Lindsay (2018-21)
- Dean Shiels (2021-23)
- Rodney McAree (2023-)

## Palmarés

### Torneos nacionales
- Copa de Irlanda del Norte (1): 2024-25
- Copa de la Liga de Irlanda del Norte (1): 2017-18
- Copa Ulster (1): 2002-03
- Segunda División (1): 2002-03
- Copa de la Liga Intermedia (2): 1977-78, 1991-92
- B Division Knock-out Cup (2): 1993-94

### Torneos regionales
- Mid-Ulster Cup (10): 1970-71, 1975-76, 1987-88, 1996-97, 2005-06, 2008-09, 2012-13, 2013-14, 2014-15, 2015-16
- Bob Radcliffe Cup (9): 1981-82, 1985-86, 1986-87, 1989-90, 1992-93, 1993-94, 1994-95, 1995-96, 2005-06

## Participación en competiciones de la UEFA
| Temporada | Torneo                 | Ronda             | Club     | Casa      | Visita | Global |
| --------- | ---------------------- | ----------------- | -------- | --------- | ------ | ------ |
| 2006      | UEFA Intertoto Cup     | 1                 | Keflavik | 0–0       | 1–4    | 1–4    |
| 2007–08   | UEFA Cup               | 1ª Clasificatoria | Sūduva   | 1–0       | 0–4    | 1–4    |
| 2025–26   | UEFA Conference League | 2ª Clasificatoria | Vaduz    | 0–3 (AET) | 1–0    | 1-3    |